# 14 Vulpeculae
14 Vulpeculae, som är stjärnans Flamsteed-beteckning, är en ensam stjärna belägen i den södra delen av stjärnbilden Räven, visuellt belägen i närheten av Hantelnebulosan (M 27), även om den i verkligheten befinner sig betydligt närmare Jorden. Den har en skenbar magnitud av ca 5,68 och är svagt synlig för blotta ögat där ljusföroreningar ej förekommer. Baserat på parallaxmätning inom Hipparcosuppdraget på ca 20,4 mas, beräknas den befinna sig på ett avstånd på ca 160 ljusår (ca 49 parsek) från solen. Den rör sig närmare solen med en heliocentrisk radialhastighet av ca -38 km/s.

## Egenskaper
14 Vulpeculae är en gul till vit stjärna i huvudserien av spektralklass F1 Vn, där 'n'-notationen anger suddiga spektrallinjer i stjärnans spektrum på grund av snabb rotation med en projicerad rotationshastighet på 150 km/s. Den har en massa som är ca 1,5 solmassor, en radie som är ca 2,6 solradier och utsänder ca 11 gånger mera energi än solen från dess fotosfär vid en effektiv temperatur på ca 6 900 K.